# Tadeusz Woźniak (Musiker)

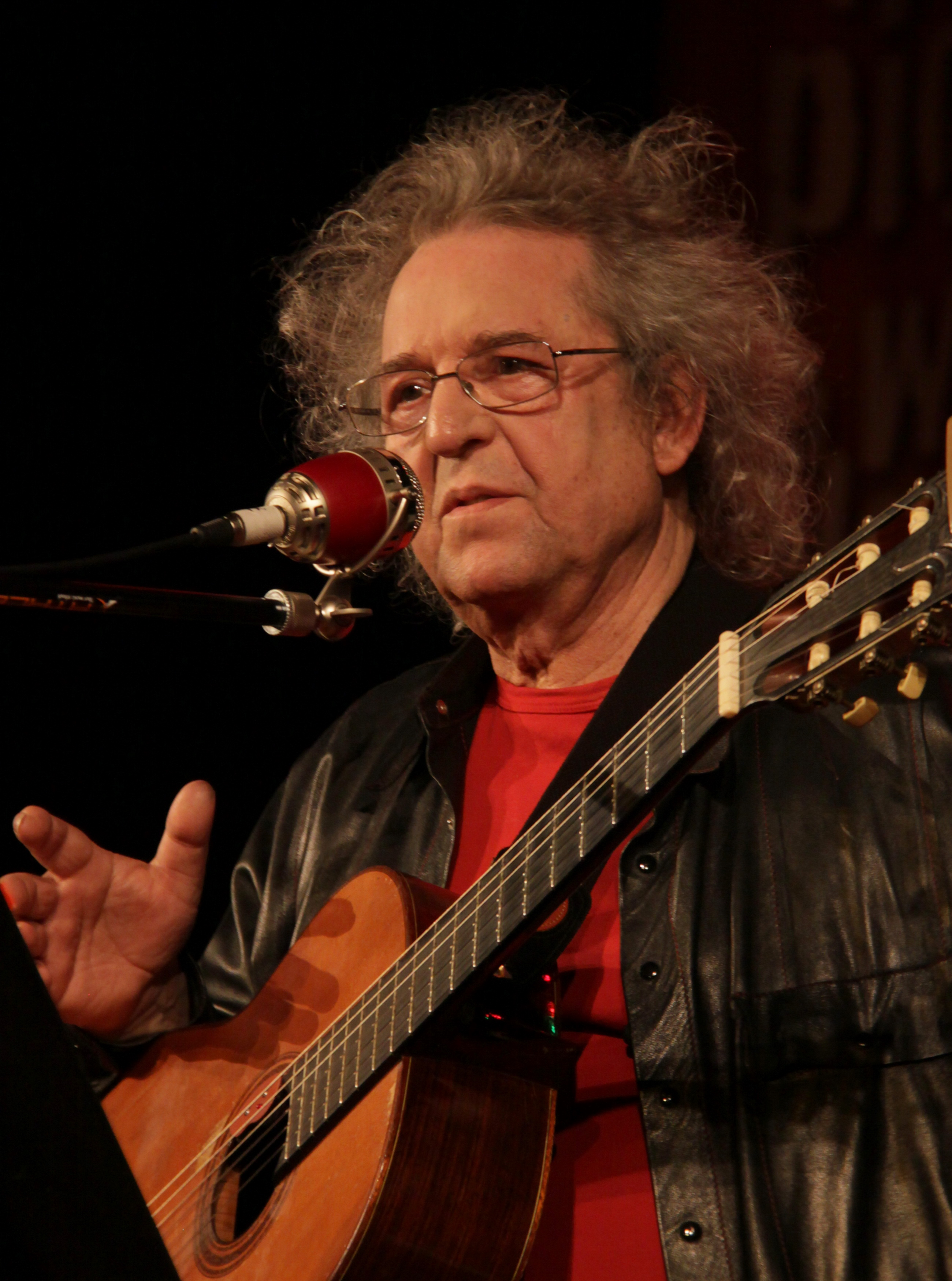
Tadeusz Woźniak (2013)

Tadeusz Woźniak (* 6. März 1947 in Warschau; † 8. Juli 2024) war ein polnischer Musiker, Komponist und Sänger. 

## Leben
Seinen ersten Auftritt hatte er 1966 unter dem Pseudonym „Daniel Dan“ im Dritten Programm des Polnischen Rundfunks, ein Jahr später war er als Gitarrist und Komponist für verschiedene Künstler tätig, darunter für Michał Bajor und die ungarische Band Locomotiv GT. Ab 1968 arbeitete er wieder als Solist und Liedermacher und begleitete seine Songs auf der Gitarre. Er komponierte mehrere hundert Songs, Bühnenproduktionen und Fernsehshows, u. a. für Andrzej Maria Marczewski.
Im Jahr 2005 wurde er vom polnischen Kulturministerium mit der Goldenen Gloria-Artis-Medaille für kulturelle Verdienste ausgezeichnet.

## Diskografie
- 1968: Tadeusz Woźniak (EP, Polskie Nagrania Muza (Muza) N0548)
- 1970: Tadeusz Woźniak (EP, Muza N0615)
- 1972: Zegarmistrz światła (LP)
- 1973: Tadeusz Woźniak (EP, Muza N0723)
- 1974: Odcień ciszy (LP)
- 1978: Lato Muminków (Doppel-LP, Pronit SLP 4001-4002 / Wifon NK-536 a-b, div. Künstler)
- 1992: Zegarmistrz światła (CD, Neuaufnahmen alter Titel)
- 1997: Tak, tak - to ptak (CD)
- 2000: Smak i zapach pomarańczy / Złota Kolekcja („Goldene Kollektion“ CD, größte Hits)
- 2003: Ballady polskie (CD)